# Орлова, Пелагея Ивановна
Пелагея Ивановна Орлова (1 декабря 1925 — 25 ноября 2009) — передовик советского сельского хозяйства, звеньевая виноградарского совхоза «Геленджик» Министерства пищевой промышленности СССР, Геленджикский район Краснодарского края, Герой Социалистического Труда (1951).

## Биография
Родилась в 1925 году в станице Усть-Лабинская, Кубанского округа Северо-Кавказского края в русской крестьянской семье.
С 1942 года начала трудовую деятельность виноградарем совхоза "Геленджик", позже возглавила звено 2-го отделения. Проживала в городе Геленджик. 
В 1950 году звено Орловой получило высокий урожай винограда 96,7 центнера ягоды с гектара на площади 14,7 гектаров. 
Указом Президиума Верховного Совета СССР от 27 августа 1951 года за получение высоких показателей в сельском хозяйстве и рекордные урожаи винограда Пелагее Ивановне Орловой было присвоено звание Героя Социалистического Труда с вручением ордена Ленина и медали «Серп и Молот». 
Являлась участницей выставки достижений народного хозяйства.  
Проживала в Геленджике. Умерла 25 ноября 2009 года. Похоронена на городском кладбище в селе Марьина Роща. 

## Награды
За трудовые успехи была удостоена:
- золотая звезда «Серп и Молот» (27.08.1951)
- орден Ленина (27.08.1951)
- две медали За трудовую доблесть (26.09.1950, 23.08.1952)
- другие медали.

## Память
- В 1984 году был утверждён приз имени Орловой и Путинцевой, которым ежегодно отмечается лучший виноградарь по итогам уборки урожая.
- Почётный гражданин муниципального образования город-курорт Геленджик.